# Дашков, Павел Петрович
Павел Петрович Дашков (род. 16 ноября 1960) — генерал-полковник, командующий Северо-Западным округом войск национальной гвардии Российской Федерации с 2017 года. С 8 августа 2022 года назначен главным федеральным инспектором по Санкт-Петербургу.

## Биография
Родился 16 ноября 1960 года в г. Орджоникидзе (ныне — Владикавказ). В 1982 году окончил Орджоникидзевское высшее военное командное Краснознаменное училище МВД СССР имени С. М. Кирова, член КПСС, в 1992 году — Гуманитарную академию Вооруженных Сил РФ, в 2006 году — Высшие курсы при Военной академии Генерального штаба ВС РФ.
Военную службу начал в Закавказье, где прошел должности командира взвода, заместителя командира роты, заместителя командира отдельного батальона.
В 1992 году, после окончания Гуманитарной академии ВС РФ, был направлен в Северо-Западный округ внутренних войск МВД России, где продолжил службу на должности заместителя командира отдельного специального моторизованного батальона по работе с личным составом в городе Апатиты. Затем проходил службу в должностях командира отдельного специального моторизованного батальона в Мурманске, начальника штаба — заместителя командира отдельной специальной моторизованной бригады, командира отдельного специального моторизованного полка в Санкт-Петербурге. С августа 1998 года — командир 33-й отдельной бригады оперативного назначения в Ленинградской области (п. Лебяжье).
Участвовал в боевых действиях в ходе проведения контртеррористических операций в Северо-Кавказском регионе.
С 2002 по 2007 годы — заместитель командующего войсками Северо-Западного округа внутренних войск МВД России по чрезвычайным ситуациям.
С января 2007 по 2016 — командующий войсками Северо-Западного регионального командования внутренних войск МВД России.
Указом Президента Российской Федерации от 8 марта 2016 года назначен командующим войсками Центрального регионального командования внутренних войск МВД России.
Воинское звание генерал-полковник присвоено Указом Президента Российской Федерации от 10 июня 2017 года.
Указом Президента Российской Федерации от 6 декабря 2017 г. назначен командующим Северо-Западным округом войск национальной гвардии РФ. Вступил в должность 1 февраля 2018 г. с вручением личного штандарта командующего  округом (церемония состоялась в Георгиевском зале Государственного Эрмитажа).
Награждён орденами Александра Невского, Мужества, «За военные заслуги», Почёта, медалью «За отличную службу по охране общественного порядка», ведомственными медалями. Почётный сотрудник МВД.
Женат, отец двух дочерей.